# Xylosma tweediana
Xylosma tweediana là một loài thực vật có hoa trong họ Liễu. Loài này được (Clos) Eichler miêu tả khoa học đầu tiên năm 1871.